# 圣洛伦索 (米纳斯吉拉斯州)
圣洛伦索是巴西米纳斯吉拉斯州南部的一个市镇。总面积57.2平方公里，总人口40441人，人口密度707人/平方公里。